# Bolletta del gas
La bolletta del gas naturale (o bolletta del metano) è il documento di fatturazione attraverso il quale il fornitore (o venditore) di gas addebita al proprio cliente (o consumatore finale) i corrispettivi dovuti in ragione del contratto di somministrazione sottoscritto. La bolletta include molteplici voci, che solo in parte remunerano il venditore e che possono essere raggruppate nelle seguenti componenti (fra parentesi si riporta l'incidenza media percentuale di ciascuna componente per un consumatore domestico tipo, ovvero una famiglia con riscaldamento autonomo e consumo annuale di 1.400 m3, oggetto di rilevazione trimestrale , AEE2GSI):1220301120312022067890
1. Spesa per la materia gas naturale (39,35%)123120@234576787123230267780556778055777880045
2. Spesa per il trasporto 7899%1232345679012345678901233412234556778004566790
3. 66791Spesa per oneri di sistema 457(3,38%)5512234345677890
4. 1223435123435123789787800125
5. 68Imposte (38,88%)556789056789
6. 12234513445671234124678907123

## Spesa per la materia gas naturale
La spesa per la materia gas naturale raccoglie le voci di costo della bolletta direttamente riconducibili alla fornitura della materia prima da parte del venditore e rappresenta, quindi, l'unica componente della bolletta diretta a remunerare il fornitore di gas.
In base alle periodiche rilevazioni dell'AEEGSI è corretto affermare che il costo della materia prima gas naturale ad oggi incide largamente meno della metà sulla bolletta di una famiglia tipo italiana, laddove più della metà restante è invece destinata a remunerare categorie di soggetti diversi dal venditore di energia.
La composizione della spesa per la materia gas naturale è diversa a seconda che il contratto di somministrazione sia stato concluso in regime di mercato libero o di maggior tutela. La dicitura "mercato libero" o "mercato di maggior tutela" deve essere obbligatoriamente riportata con evidenza dal venditore nella prima pagina della bolletta.

### La spesa per la materia energia nel mercato libero
Per i contratti di somministrazione conclusi in regime di mercato libero, le voci di costo che compongono la spesa per la materia energia sono lasciate alla libera contrattazione fra le parti (il venditore e il consumatore finale). Esistono, quindi, sul mercato svariate tipologie di offerta, quali ad esempio:
- forniture a rata costante o "flat": la spesa per la materia gas naturale è prefissata dal contratto ed è indipendente dai consumi effettivi dell'utenza
- forniture a consumo con prezzo fisso: la spesa per la materia gas naturale è data dal prodotto fra il consumo effettivo dell'utenza nel periodo di fatturazione ed un prezzo unitario (generalmente espresso in eurocent per standard metro cubo o Smc) prefissato dal contratto

### La spesa per la materia energia nel mercato di maggior tutela
Per i contratti di somministrazione conclusi in regime di mercato di maggior tutela, le voci di costo sottostanti alla spesa per la materia gas naturale sono calcolate sulla base di tariffe definite dall'AEEGSI per il trimestre di riferimento e sono rappresentate dal prezzo della materia prima gas (Cmem), dal prezzo per l'approvvigionamento (CCR), dal prezzo per la commercializzazione al dettaglio (QVD) ed infine dagli oneri di gradualità (GRAD, Cpr).
Tali voci sono raggruppate nella bolletta in due sole componenti:
- una quota fissa (espressa in euro all'anno)
- una quota energia (espressa in eurocent per Smc consumato)

La tariffa unitaria (eurocent per Sms) della quota energia è fissa e indipendente dal consumo annuo dell'utenza.

### Spesa per il trasporto e la gestione del contatore
La spesa per il trasporto e la gestione del contatore raccoglie tutte le componenti di costo dirette a remunerare i soggetti, diversi dal venditore, che si occupano della gestione delle infrastrutture di trasporto (ovvero Snam Rete Gas) e di distribuzione e misura (i distributori locali, quali ad esempio Italgas, 2i rete Gas, Unareti, Inrete, Ireti, ecc.).
Tali voci sono calcolate in bolletta a partire da tariffe prefissate dall'AEEGSI e destinate a coprire i costi di distribuzione e misura (τ1, τ3), i costi di trasporto (QT), i costi della qualità (RS), i costi della perequazione (UG1) ed infine i costi di affidamento distributori gas (ST, VR).
In particolare, ai sensi dell'articolo 28 della RTDG 2014-2019, le tariffe obbligatorie di distribuzione e misura del gas naturale sono differenziate in sei ambiti tariffari:
- Ambito nord occidentale, comprendente le regioni Valle d'Aosta, Piemonte e Liguria;
- Ambito nord orientale, comprendente le regioni: Lombardia, Trentino - Alto Adige, Veneto, Friuli - Venezia Giulia, Emilia - Romagna;
- Ambito centrale, comprendente le regioni Toscana, Umbria e Marche;
- Ambito centro-sud orientale, comprendente le regioni Abruzzo, Molise, Puglia, Basilicata;
- Ambito centro-sud occidentale, comprendente le regioni Lazio e Campania;
- Ambito meridionale, comprendente le regioni Calabria, Sicilia e Sardegna.

Le componenti tariffarie sottese alla spesa per il trasporto e la gestione del contatore vengono raggruppate nella bolletta in due sole voci:
- una quota fissa (espressa in euro all'anno)
- una quota energia (espressa in eurocent per Smc consumato)

La tariffa unitaria (eurocent per Smc) della quota energia è differenziata per scaglioni di consumo.

### Spesa per oneri di sistema
La spesa per oneri di sistema è data dalla somma di una serie di componenti tariffarie dirette a rimborsare oneri di varia natura correlati al sistema gas nazionale. Queste componenti sono fissate dall'AEEGSI ed aggiornate periodicamente sulla base delle esigenze di gettito.
Le componenti tariffarie degli oneri di sistema sono:
- RE a copertura degli oneri per il risparmio energetico
- UG2 a compensazione dei costi di commercializzazione
- UG3 a recupero degli oneri di morosità per gli esercenti i servizi di ultima istanza
- GS a copertura degli oneri relativi al bonus gas

### Imposte
Le imposte applicate alle forniture di gas naturale sono rappresentate dall'Accisa, dall'addizionale regionale e dall'Imposta sul valore aggiunto.

#### Accisa
L'accisa applicata al gas naturale è differenziata per scaglioni di consumo.
È previsto un regime agevolato, con accisa ridotta, per i territori appartenenti alla ex Cassa per il Mezzogiorno, individuati dal Decreto del Presidente della Repubblica del 6 marzo 1978, n°218.

#### Addizionale regionale
L'addizionale regionale si applica sui consumi di gas naturale nelle sole regioni a statuto ordinario, mentre non si applica nelle regioni a statuto speciale. La Regione Lombardia ha disapplicato l'addizionale dal 2002 (legge regionale del 18 dicembre 2001, n°27). 
L’addizionale regionale non si applica, inoltre, ai consumi per autotrazione, produzione e autoproduzione di energia elettrica, forze armate per gli usi consentiti, ambasciate, consolati e altre sedi diplomatiche, organizzazioni internazionali riconosciute e ai membri di tali organizzazioni, nei limiti e alle condizioni fissate dalle relative convenzioni o dagli accordi ed infine a tutti gli impieghi considerati fuori campo di applicazione delle accise.
L'addizionale regionale, ove applicata, è differenziata per scaglioni di consumo e, nelle regioni Liguria e Abruzzo, anche in funzione della zona climatica.

#### IVA
Il regime IVA applicato alle utenze gas per gli usi civili è del 10% fino a 480 Smc annui, mentre sale al 22% oltre tale soglia di consumo.
L'aliquota per usi diversi da quelli civili è del 22%, fatta eccezione per alcune tipologie di attività che godono di regime agevolato al 10% (imprese estrattive, agricole e manifatturiere).
Da notare che le accise conteggiate in bolletta vengono classificate come imponibile IVA e, pertanto, l'IVA è pagata anche sulle accise. Questa circostanza, di dubbia legittimità (di fatto in bolletta si paga una tassa sulla tassa), è stata oggetto di ripetuti ricorsi giudiziali da parte dei consumatori, che hanno trovato accoglimento, in più di un'occasione, da parte dei Giudici di Pace. In assenza di una norma primaria che sani l'anomalia, tuttavia, l'unica strada per ottenere il rimborso dell'IVA illegittimamente applicata in bolletta resta quella dei singoli ricorsi